# Duncan Keith
Duncan Keith (* 16. července 1983 Winnipeg, Manitoba) je bývalý kanadský hokejový obránce, který v severoamerické lize NHL odehrál sedmnáct sezón, z toho šestnáct za tým Chicago Blackhawks, se kterým vyhrál třikrát Stanley Cup v letech 2010, 2013 a 2015. Také je dvojnásobným olympijským vítězem z let 2010 a 2014. U příležitosti 100. výročí NHL byl v lednu 2017 vybrán jako jeden ze sta nejlepších hráčů historie ligy.

## Hráčská kariéra

### Amatérská a juniorská kariéra
V sezoně 2000–2001 v dresu Pentictonu získal cenu pro nejlepšího obránce ligy BCHL a zúčastnil se All-Star Game BCHL. Další sezonu nastoupil na univerzitu a hrál za Michigan State v CCHA. Na konci sezóny byl nominován do All-Star týmu nováčků CCHA.
Sezonu 2002–2003 zahájil v Michigan State, kde do Vánoc odehrál 15 zápasů. Během vánoční přestávky podepsal smlouvu s týmem WHL Kelowna Rockets. Vzhledem k tomu, že to pravidla neumožňují, aby student univerzity měl podepsanou smlouvu s profesionálním týmem, byl Keith vyloučen ze školy. Zbytek sezóny dohrál tedy za Kelownu, kde byl s 46 body nejlepším nováčkem. V playoff vybojoval s Kelownou titul WHL a účast na Memorial Cupu. Na Memorial Cup odehrál 4 zápasy, ve kterých vstřelil gól a připsal si 4 TM. Jeho tým byl vyřazen v semifinále.

### Profesionální kariéra
Chicago Blackhawks ho draftovali v roce 2002 ve 2. kole jako 54. hráče celkově. Před sezonou 2003–2004 absolvoval svůj první přípravný kemp Blackhawks a den před prvním zápasem s ním Blackhawks 7. října 2003 podepsali smlouvu. Nezačal ovšem v Chicagu, ale v Norfolku v AHL, kde strávil celou nováčkovskou sezonu.
V sezoně 2004–2005 kvůli výluce v NHL pokračoval v AHL a chyběl pouze v jediném zápase Norfolku.
Sezona 2005–2006 jeho první v NHL. První zápas odehrál 5. října 2005 proti Anaheimu a první gól a bod v NHL zaznamenal 23. října proti Minnesotě. Kromě jediného zápasu odehrál všechna utkání Blackhawks v sezoně, ve kterých zaznamenal 21 bodů (9+12) a 79 TM. Po sezoně, 13. července 2006, prodloužil o 4 roky smlouvu s Blackhawks.
V sezoně 2006–2007 odehrál všech 82 utkání a vylepšil si své statistiky z nováčkovské sezony, když nasbíral 31 bodů (2+29) a byl nejproduktivnějším obráncem týmu.
V další sezoně také odehrál všech 82 utkání a o bod se zlepšil na 32 bodů. Vedl klubovou statistiku +/-, když nasbíral 30 kladných bodů, v celé NHL to stačilo na 6. místo, mezi obránci byl 2. za Lidströmem. Jeho spolehlivé výkony mu vynesly nominaci na utkání hvězd NHL.
I v sezoně 2008–2009 si vylepšil své statistiky, když nasbíral 44 bodů (8+36) a +33 +/- bodů. V +/- byl nejlepším v týmu a také mezi všemi obránci NHL, v celé NHL pak byl čtvrtý. V playoff pomohl 6 asistencemi týmu do finále Západní konference.
Sezona 2009–2010 byla jeho životní sezona. Odehrál v 82 utkáních celkem 2180 minut a 34 sekund a nikdo z hráčů NHL v této sezoně neodehrál více. Značně se zlepšil v produktivitě, když nasbíral 69 bodů (14+55), čímž si vytvořil nová osobní maxima a byl 2. nejproduktivnější hráč týmu a 2. nejproduktivnější obránce NHL. V playoff přidal 17 bodů (2+15) a byl nejproduktivnějším obráncem týmu a 2. mezi obránci NHL. Po zisku Stanley Cupu ještě převzal Norris Trophy pro nejlepšího obránce ligy a byl nominován do 1. All-Star týmu NHL. Již v průběhu sezony, 3. prosince 2009, se dohodl na prodloužení smlouvy s Blackhawks o 13 let celkem za 72 milionu dolarů.
I v sezoně 2010–2011 odehrál všech 82 zápasů základní části. Po 6. v řadě byl nejvytěžovanějším hráčem Blackhawks s průměrným časem 26:53 na zápas, což byl zároveň nejlepší výkon v celé NHL. V lednu byl zvolen do zahajovací sestavy pro NHL All-Star Game. V playoff byl se 4 góly nejlepším střelcem Blackhawks a s 6 body se dělil o čelo kanadského bodování týmu.
V sezoně 2011–2012 nasbíral nejméně bodů (40) od roku 2008 a také odehrál nejméně zápasů ve své kariéře (74). Na konci března byl suspendován na 5 zápasů za faul loktem v zápase s Vancouverem na Daniela Sedina, kterým mu způsobil otřes mozku. V playoff v 6 zápasech nasbíral jen 1 asistenci a Blackhawks vypadli v 1. kole podruhé v řadě.
Ve zkrácené sezoně 2012–2013 výlukou v 47 zápasech nasbíral 27 bodů (3+24). I v playoff byl nejproduktivnějším obráncem Blackhawks a nejvytěžovanějším hráčem. Ve 22 zápasech nasbíral 13 bodů (2+11) a významně tak přispěl ke zisku Stanley Cupu.
Sezona 2013–2014 se mu velmi vydařila, když nasbíral 61 bodů (6+55) v 79 zápasech a byl druhým nejproduktivnějším obráncem celé NHL. Mezi obránci NHL nasbíral nejvíce asistencí, celkem v NHL skončil na 6. místě a vyrovnal si své osobní maximum ze sezony 2009–2010. V playoff přidal 11 bodů (4+7) v 19 zápasech při cestě Blackhawks do finále konference. Po sezoně získal svou druhou Norris Trophy pro nejlepšího obránce ligy a rovněž byl zařazen do 1. All-Star týmu NHL.
V sezoně 2014–2015 nasbíral 45 bodů (10+35) v 80 zápasech a s průměrným časem 25:33 za zápas byl 7. nejlepším hráčem v NHL. Po desáté v řadě strávil nejvíc času na ledě z týmu. V lednu 2015 se potřetí zúčastnil NHL All-Star Game. V playoff 2015 se potkal s výjimečnou formou a měl zásadní podíl na zisku třetího Stanley Cupu v posledních 6 letech, za což získal po finále Conn Smyth Trophy pro nejužitečnějšího hráče playoff (první obránce od roku 2007 – S. Neidermayer). Ve 23 zápasech si připsal 21 bodů (3+18) a také +16 +/- bodů (nejlepší výkon v playoff). Byl nejproduktivnějším obráncem playoff a společně s Getzlafem zaznamenal nejvíce asistencí mezi všemi hráči. V 6. finálovém zápase proti Tampě Bay zaznamenal vítězný gól, který Blackhawks zajistil Stanley Cup a první oslavu vítězství poháru na domácím ledě od roku 1938.
V sezoně 2015–2016 odehrál jen 67 zápasů se 43 body (9+34). O deset zápasů přišel kvůli zranění kolena a o dalších 5 kvůli trestu za faul holí na Charlieho Coyla z Minnesoty (celkem by suspendován na 6 utkání, nesměl tak nastoupit do 1. utkání playoff proti St. Louis). V šesti zápasech playoff prvního kola nasbíral 5 bodů (3+2) a byl nejproduktivnějším obráncem klubu. K postupu do dalšího kola to ovšem nestačilo a Blackhawks vypadli v 7 zápasech.
V sezoně 2016–2017 byl 5. nejproduktivnějším obráncem NHL s 53 body (6+47). Za zápas v průměru odehrál 25:37 (6. místo v NHL). Vedl tým Blackhawks s +22 +/- body. V prosinci překonal Pierra Pilota v historickém bodování klubu s 477 body a v lednu Chrise Cheliose s 487 body a dostal se tak na 3. místo žebříčku obránců Blackhawks. V lednu se zúčastnil své 4. NHL All-Star Game. V zápase proti St. Louis 26. února 2017 zaznamenal 500. bod v NHL. Po sezoně byl zařazen do druhého All-Star týmu NHL. V playoff si ve 4 utkáních připsal jednu asistenci a Blackhawks hladce vypadli s Nashvillem v 1. kole.
Sezona 2017–2018 ho nezastihla v dobré formě, jako celý tým Blackhawks, a tak Chicago po 10 letech nepostoupilo do playoff. Odehrál všech 82 zápasů, ve kterých vstřelil 2 góly a přidal 30 asistencí. Byl nejhorším hráčem v týmu v hodnocení +/- s -29 body (9. nejhorší v celé NHL). V zápase 18. října 2017 v St. Louis získal 515. bod v NHL a posunul se na 2. místo v historickém bodování obránců Blackhawks za Douga Wilsona (779).
Za Chicago odehrál šestnáct sezón, svou poslední strávil v Edmontonu, kam byl v červenci 2021 vyměněn spolu s Timem Söderlundem za Caleba Jonese a podmíněnou volbu v draftu. Za Oilers nastoupil k 64 utkáním v základní části a v playoff se dostali do finále západní konference, kde je vyřadil pozdější celkový vítěz Colorado Avalanche. V červenci 2022 oznámil konec profesionální kariéry.

## Individuální úspěchy
- 2001 - 1. BCHL All-Star Team (Penticton Panthers)
- 2001 - Nejlepší obránce BCHL (Penticton Panthers)
- 2002 - All-Star Team nováčků CCHA (Michigan State Spartans)
- 2008, 2011, 2015, 2017 - NHL All-Star Game (Chicago Blackhawks)
- 2010, 2014 - 1. NHL All-Star Team (Chicago Blackhawks)
- 2010, 2014 - James Norris Memorial Trophy (Chicago Blackhawks)
- 2012 - Nejproduktivnější obránce MS (Kanada)
- 2015 - Conn Smythe Trophy (Chicago Blackhawks) [3]
- 2017 - 2. NHL All-Star Team (Chicago Blackhawks)

## Týmové úspěchy
- 2003 - Scotty Munro Memorial Trophy (Kelowna Rockets)
- 2003 - President's Cup (WHL) (Kelowna Rockets)
- 2008 - Stříbro na Mistrovství světa (Kanada)
- 2010 - Zlato na Zimních olympijských hrách (Kanada)
- 2010, 2013 - Clarence S. Campbell Bowl (Chicago Blackhawks)
- 2010, 2013, 2015 - Stanley Cup (Chicago Blackhawks)
- 2014 - Zlato na Zimních olympijských hrách (Kanada)

## Klubové statistiky
| Sezona      | Klub                    | Soutěž      | Základní část | Základní část | Základní část | Základní část | Základní část | Play off | Play off | Play off | Play off | Play off |
| Sezona      | Klub                    | Soutěž      | Z             | G             | A             | B             | TM            | Z        | G        | A        | B        | TM       |
| ----------- | ----------------------- | ----------- | ------------- | ------------- | ------------- | ------------- | ------------- | -------- | -------- | -------- | -------- | -------- |
| 1999–00     | Penticton Panthers      | BCHL        | 59            | 9             | 27            | 36            | 37            | —        | —        | —        | —        | —        |
| 2000–01     | Penticton Panthers      | BCHL        | 60            | 18            | 64            | 82            | 61            | 9        | 4        | 6        | 10       | 18       |
| 2001–02     | Michigan State Spartans | CCHA        | 41            | 3             | 12            | 15            | 18            | —        | —        | —        | —        | —        |
| 2002–03     | Michigan State Spartans | CCHA        | 15            | 3             | 6             | 9             | 8             | —        | —        | —        | —        | —        |
| 2002–03     | Kelowna Rockets         | WHL         | 37            | 11            | 35            | 46            | 60            | 19       | 3        | 11       | 14       | 12       |
| 2003–04     | Norfolk Admirals        | AHL         | 75            | 7             | 18            | 25            | 44            | 8        | 1        | 1        | 2        | 6        |
| 2004–05     | Norfolk Admirals        | AHL         | 79            | 9             | 17            | 26            | 78            | 6        | 0        | 0        | 0        | 14       |
| 2005–06     | Chicago Blackhawks      | NHL         | 81            | 9             | 12            | 21            | 79            | —        | —        | —        | —        | —        |
| 2006–07     | Chicago Blackhawks      | NHL         | 82            | 2             | 29            | 31            | 76            | —        | —        | —        | —        | —        |
| 2007–08     | Chicago Blackhawks (A)  | NHL         | 82            | 12            | 20            | 32            | 56            | —        | —        | —        | —        | —        |
| 2008–09     | Chicago Blackhawks (A)  | NHL         | 77            | 8             | 36            | 44            | 60            | 17       | 0        | 6        | 6        | 10       |
| 2009–10     | Chicago Blackhawks (A)  | NHL         | 82            | 14            | 55            | 69            | 51            | 22       | 2        | 15       | 17       | 10       |
| 2010–11     | Chicago Blackhawks (A)  | NHL         | 82            | 7             | 38            | 45            | 22            | 7        | 4        | 2        | 6        | 6        |
| 2011–12     | Chicago Blackhawks (A)  | NHL         | 74            | 4             | 36            | 40            | 42            | 6        | 0        | 1        | 1        | 2        |
| 2012–13     | Chicago Blackhawks (A)  | NHL         | 47            | 3             | 24            | 27            | 31            | 22       | 2        | 11       | 13       | 18       |
| 2013–14     | Chicago Blackhawks (A)  | NHL         | 79            | 6             | 55            | 61            | 28            | 19       | 4        | 7        | 11       | 8        |
| 2014–15     | Chicago Blackhawks (A)  | NHL         | 80            | 10            | 35            | 45            | 20            | 23       | 3        | 18       | 21       | 4        |
| 2015–16     | Chicago Blackhawks (A)  | NHL         | 67            | 9             | 34            | 43            | 26            | 6        | 3        | 2        | 5        | 2        |
| 2016–17     | Chicago Blackhawks (A)  | NHL         | 80            | 6             | 47            | 53            | 16            | 4        | 0        | 1        | 1        | 2        |
| 2017–18     | Chicago Blackhawks (A)  | NHL         | 82            | 2             | 30            | 32            | 28            | —        | —        | —        | —        | —        |
| 2018–19     | Chicago Blackhawks (A)  | NHL         | 82            | 6             | 34            | 40            | 70            | —        | —        | —        | —        | —        |
| 2019–20     | Chicago Blackhawks (A)  | NHL         | 61            | 3             | 24            | 27            | 18            | 9        | 0        | 5        | 5        | 4        |
| 2020–21     | Chicago Blackhawks (A)  | NHL         | 54            | 4             | 11            | 15            | 30            | —        | —        | —        | —        | —        |
| 2021–22     | Edmonton Oilers         | NHL         | 64            | 1             | 20            | 21            | 22            | 16       | 1        | 4        | 5        | 4        |
| NHL celkem  | NHL celkem              | NHL celkem  | 1256          | 106           | 540           | 646           | 675           | 151      | 19       | 72       | 91       | 70       |
| AHL celkem  | AHL celkem              | AHL celkem  | 154           | 16            | 35            | 51            | 122           | 14       | 1        | 1        | 2        | 20       |
| WHL celkem  | WHL celkem              | WHL celkem  | 37            | 11            | 35            | 46            | 60            | 19       | 3        | 11       | 14       | 12       |
| CCHA celkem | CCHA celkem             | CCHA celkem | 56            | 6             | 18            | 24            | 26            | —        | —        | —        | —        | —        |
| BCHL celkem | BCHL celkem             | BCHL celkem | 119           | 27            | 91            | 118           | 98            | 9        | 4        | 6        | 10       | 18       |

### Reprezentační statistiky
| 2008                   | Kanada                 | MS                     | 9  | 0 | 2  | 2  | 6  |
| 2010                   | Kanada                 | ZOH                    | 7  | 0 | 6  | 6  | 2  |
| 2012                   | Kanada                 | MS                     | 8  | 1 | 10 | 11 | 0  |
| 2014                   | Kanada                 | ZOH                    | 6  | 0 | 1  | 1  | 4  |
| Seniorská reprezentace | Seniorská reprezentace | Seniorská reprezentace | 30 | 1 | 19 | 20 | 12 |